# كلود صموئيل
كلود صموئيل (بالفرنسية: Claude Samuel)‏ هو عالم موسيقى فرنسي، ولد في 23 يونيو 1931 في باريس في فرنسا.